# Острохе
Острохе (њем. Ostrohe) општина је у њемачкој савезној држави Шлезвиг-Холштајн. Једно је од 115 општинских средишта округа Дитмаршен. Према процјени из 2010. у општини је живјело 946 становника. Посједује регионалну шифру (AGS) 1051087.

## Географски и демографски подаци
Острохе се налази у савезној држави Шлезвиг-Холштајн у округу Дитмаршен. Општина се налази на надморској висини од 4 метра. Површина општине износи 6,7 km². У самом мјесту је, према процјени из 2010. године, живјело 946 становника. Просјечна густина становништва износи 141 становник/km².